# 高畠車站

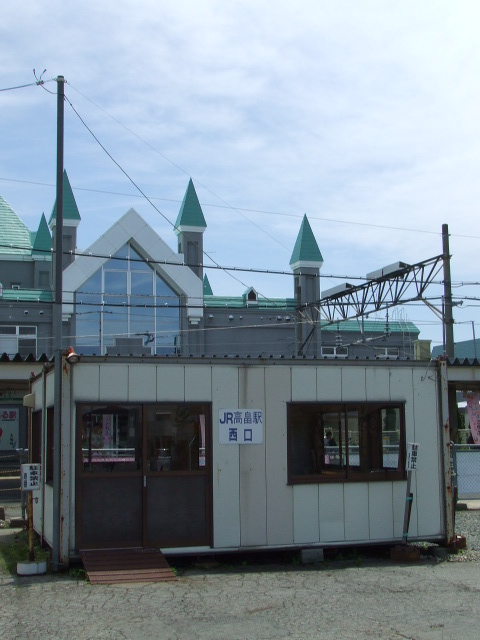
高畠車站西口

高畠車站（日语：〔〕／ Takahata eki */?）是一座於日本山形縣東置賜郡高畠町大字山崎，由東日本旅客鐵道（JR東日本）所經營的鐵路車站。高畠車站是JR東日本所屬的主要幹線奧羽本線沿線的車站之一，由於其同時也是以奧羽本線部分路段升級規格而成的山形新幹線之停車站之一，因此也可視為是山形新幹線與奧羽本線（又習稱為「山形線」）之間的轉車站之一。
高畠車站目前使用的是1992年時配合山形新幹線通車時而啟用的第二代站房，位於站區東側，至於原本位於西側的舊站房迄今仍然保存著，平時作為候車室使用，在早晚尖峰時段也會開放作為檢票口用途。
本站在1900年初次啟用時，原名糠之目（糠ノ目），該站名一直沿用至1991年時才更改為現名。相反的，在1922年至1974年間，曾存在一個由山形交通所經營的高畠車站，位於該公司所屬的路線、高畠線沿線，與今日的高畠車站之間並沒有直接關連。除此之外高畠線在廢線之前，也是以糠之目作為與日本國鐵系統之間的分歧車站。

## 車站結構
對向式月台2面2線的地面車站。

### 月台配置
| 月台 | 路線        | 方向 | 目的地                             | 備註                 |
| ---- | ----------- | ---- | ---------------------------------- | -------------------- |
| 1    | ■山形新幹線 | 上行 | 米澤、福島、宇都宮、大宮、東京方向 |                      |
| 1    | ■山形新幹線 | 下行 | 山形、新庄方向                     |                      |
| 1    | ■山形線     | 上行 | 米澤方向                           |                      |
| 1    | ■山形線     | 下行 | 赤湯、山形方向                     |                      |
| 2    | ■山形新幹線 | 下行 | 山形、新庄方向                     | （只限交會時）       |
| 2    | ■山形線     | 上行 | 米澤方向                           | （只限待避、交會時） |
| 2    | ■山形線     | 下行 | 赤湯、山形方向                     | （只限待避、交會時） |

## 相鄰車站
東日本旅客鐵道
■山形新幹線
米澤－高畠－赤湯
■山形線（奧羽本線）
置賜－高畠－赤湯

## 外部連結
- 高畠車站（JR東日本） （页面存档备份，存于）